# Tőkés László Alapítvány
A Tőkés László Alapítványt 1990-ben alapították.

## Célok
Az alapítvány céljai között szerepel a magyarságtudat elmélyítésére nyári szabadegyetemként iskolaközpont létrehozása, a magyar nyelvű teológusképzés támogatása és a magyar nemzetiség érdekében kifejtett tevékenységért egyéni díj, a Tőkés Lászlóról elnevezett Tőkés László-díj odaítélése. Az egyéni díj: 400 000 Ft és a Györfi Sándor Munkácsi-díjas szobrászművész által készített emlékplakett.

## Története
Az alapítvány 2004-ben közhasznú alapítvánnyá alakult. A közhasznú elvárásoknak megfelelően alakították át az alapítvány alapító okiratát. A Tőkés László-díjat eleinte kétévenként ítélték oda. Először 1991-ben adták át Gelu Păteanu román írónak.
1996-tól évenként díjazzák a kuratórium által kiválasztottakat. 2000-ben a díjátadás elmaradt, ezért 2004-ben két egyéni díj átadására került sor.